# Hozalla
Hozalla es una localidad del municipio burgalés de Valle de Losa, en la Comunidad Autónoma de Castilla y León (España). 

## Localidades limítrofes
Confina con las siguientes localidades:
- Al norte con Aostri de Losa.
- Al noreste con Villalba de Losa.
- Al este con Berberana.
- Al sur con Mioma.
- Al sureste con Basabe y Acebedo.
- Al noreste con Mambliga.

## Demografía
Evolución de la población
| Gráfica de evolución demográfica de Hozalla entre 2000 y 2017      |
|                                                                    |
| Población de derecho (2000-2017) según el padrón municipal del INE |

## Historia
Así se describe a Hozalla en el tomo IX del Diccionario geográfico-estadístico-histórico de España y sus posesiones de Ultramar, obra impulsada por Pascual Madoz a mediados del siglo XIX:

Lugar en la provincia, diócesis, audiencia territorial y capitanía general de Burgos (18 leguas), partido judicial de Villarcayo (7), y ayuntamiento titulado de la Junta de San Martín (1/2); Situado al frente de la peña llamada de Orduña, y dominado por la parte meridional por un peñasco que linda con el valle de Valdegovía (provincia de Álava); los vientos que reinan son los del N y O, y las enfermedades más comunes los catarros y fiebres mucosas. Tiene 8 casas; dos fuentes de buenas aguas, una dentro de la población y otra en el término; una iglesia parroquial (Santa María Magdalena) servida por un cura párroco y un sacristán, y un cementerio inmediato a la misma. Confina el término N Aostri; E Villalba de Losa; S Basavé (provincia de Álava), y O Mambliga. El terreno es de ínfima calidad, y a la parte meridional se encuentra un monte denominado el Toyo que solamente cría pinos de mala clase. Caminos: el que dirige desde la Rioja a la montaña de Santander, el cual se halla en el peor estado. Correos: la correspondencia se recibe unas veces de Orduña (Vizcaya) y otras por el valijero de Berberana, no siendo fijos los días en que llega y sale. Producciones: trigo, cebada, yeros y avena; ganado lanar churro, y caza de perdices y codornices. Industria: la agrícola. Población: 4 vecinos, 15 almas. Capital productivo: 85.206 reales. Imponible: 7.459.
Diccionario geográfico-estadístico-histórico de España y sus posesiones de Ultramar